# Mandarābād
Mandarābād (persiska: مُحَمَّد آباد, مندر آباد, Moḩammadābād) är en ort i Iran.   Den ligger i provinsen Qazvin, i den nordvästra delen av landet, 140 km väster om huvudstaden Teheran. Mandarābād ligger 1 231 meter över havet och antalet invånare är 485.
Terrängen runt Mandarābād är platt, och sluttar österut. Runt Mandarābād är det ganska tätbefolkat, med 108 invånare per kvadratkilometer. Närmaste större samhälle är Tākestān, 16,6 km nordväst om Mandarābād. Trakten runt Mandarābād består till största delen av jordbruksmark.